# Stoomtram 's-Hertogenbosch - Helmond - Veghel - Oss
De Stoomtram 's-Hertogenbosch - Helmond - Veghel - Oss (HHVO), opgericht als Stoomtramweg-Maatschappij 's-Bosch - Helmond ('sBH), is een voormalig openbaarvervoerbedrijf in de Nederlandse provincie Noord-Brabant.

## Oprichting
Het bedrijf werd in 1881 opgericht als Stoomtramweg-Maatschappij 's-Bosch - Helmond. Het bedrijf begon op 24 november 1881 met drie paardentramlijnen in 's-Hertogenbosch en een stoomtram van 's-Hertogenbosch naar Vught. Vanaf 1883 begon de exploitatie van de hoofdlijn van 's-Hertogenbosch naar Helmond, waaraan de maatschappij haar naam ontleende. Deze lijn liep van 's-Hertogenbosch via de provinciale weg naar Rosmalen, Wamberg, Berlicum, Middelrode, Heeswijk, Dinther, Beugt en Veghel en vandaar verder naar Erp, Gemert, Beek en Donk, Aarle-Rixtel en Helmond waar deze eindigde bij het treinstation. De stoomtramlijn werd in drie fasen geopend, eerst het gedeelte 's-Hertogenbosch – Veghel, gevolgd door de delen Veghel – Gemert en Gemert – Helmond. Tramremises waren aanwezig in 's-Hertogenbosch, Veghel en Helmond. Een rit van 's-Hertogenbosch naar Helmond nam 3,5 uur in beslag. Vanwege enkele dodelijke ongevallen met de stoomtram kreeg deze al snel de bijnaam De Goede Moordenaar. De toevoeging goede was een verwijs naar het feit dat de tram enorm bijdroeg aan de ontwikkeling van de streek waardoor deze reed.

## Reorganisatie en uitbreiding
In 1886 trad de directeur plotseling af. Hierop volgde een algeheel bedrijfsonderzoek en werden een aantal zaken veranderd, mede doordat het aantal passagiers achterbleef bij de verwachting. Het personeel werd verzekerd tegen ongelukken, tarieven werden verlaagd en nieuwe biljetten ingevoerd.
'sBH nam op 21 april 1891 de Veghelsche Schroefstoomboot Maatschappij over welke een concurrerende stoombootdienst van Veghel naar 's-Hertogenbosch onderhield. Vanaf 5 oktober 1895 ging de 'sBH met de twee overgenomen boten de bootdienst nieuw leven in blazen.
In 1895 moest er weer gereorganiseerd worden. De 'sBH sloot een driejarig contract af met de Rotterdamsche Tramweg Maatschappij voor het exploiteren van enkele van haar lijnen. De stoomtramdienst 's-Hertogenbosch - Vught werd verbouwd als paardentramlijn. De RTM verzorgde tijdens de werkzaamheden het traject met een autobus en later als paardentram voor de 'sBH. De RTM wilde in 1898 het contract niet verlengen, mede doordat de 'sBH problemen had met Tramweg-Maatschappij "De Meijerij" over een eventuele fusie en gezamenlijk gebruik van de lijn naar Vught.
Op 11 februari 1899 nam de 'sBH de tramlijn Veghel – Uden – Nistelrode – Oss van S.a. Compagnie des Chemins de Fer Provinciaux Neérlandais (CFPN) over. CFPN hield op 11 maart 1899 op met bestaan en droeg haar bezittingen, locomotieven, rijtuigen en een tramremise in Oss, over aan 'sBH.

## Liquidatie en herstart
In 1918 moest het bedrijf door financiële problemen de tramdiensten staken. Dit was te wijten aan onervarenheid en inefficiëntie. Het bedrijf was opgezet met een budget van 2 miljoen gulden, waardoor niet al te nauw naar uitgaven werd gekeken. Hierdoor werd te veel materiaal ingekocht, te veel personeel ingehuurd en werden te hoge salarissen uitbetaald. Het bedrijf werd op 1 september 1918 geliquideerd. Het bedrijf staakte de tramdiensten op 9 oktober. De bootdiensten werden ook opgedoekt.
De aan de lijn gelegen gemeenten (met uitzondering van Aarle-Rixtel) besloten om samen het bedrijf en de exploitatie van de lijn over te nemen. Op 5 november 1918 werd het trambedrijf exclusief de paardentramlijnen in 's-Hertogenbosch overgenomen. De aandelen werden evenredig verdeeld onder de deelnemende gemeentes op basis van het inwonertal. Op 12 november 1918 reden er weer stoomtrams op het traject. 'sBH besloot om de lijn 's-Hertogenbosch – Vught af te staan aan de betreffende gemeenten die de exploitatie voortzetten als NV Tramweg-Maatschappij 's-Hertogenbosch - Vught - Voorburg.
Voor de lijn 's-Hertogenbosch – Helmond werd op 15 september 1920 een nieuw bedrijf opgezet, de NV 's-Hertogenbosch - Helmond - Veghel - Oss, verwijzend naar de twee stoomtramlijnen. Door salarisverhogingen was de HHVO genoodzaakt al snel het tarief te verhogen waardoor het aantal passagiers daalde. Ook het materieel moest vernieuwd worden waardoor HHVO op de tweedehandse markt nieuwe locomotieven en rijtuigen aanschafte.

## Einde
Door de grote concurrentie van de autobus ging het steeds slechter met HHVO. Hierdoor stapte het bedrijf zelf ook over op autobussen. Vanaf 26 april 1929 reden de eerste autobussen. Op enkele speciale ritten na werden in 1933 alleen nog goederen per tram vervoerd. Per 8 oktober 1933 was het personenvervoer per tram nagenoeg opgeheven. De provincie besloot om de noodlijdende trambedrijven samen te voegen. Hiervoor werd op 29 juni 1934 de NV Brabantsche Buurtspoorwegen en Autodiensten (BBA) opgericht. Samen met de maatschappijen Stoomtramweg-Maatschappij Antwerpen - Bergen op Zoom - Tholen (ABT), Zuid-Nederlandsche Stoomtramweg-Maatschappij (ZNSM), Zuider Stoomtramweg-Maatschappij (ZSM), Hollandsche Buurtspoorwegen (HB) en Tramweg-Maatschappij De Meijerij (TM) droeg HHVO de exploitatie van de lijnen over aan BBA. Op 1 juli 1935 droegen de trammaatschappijen al hun bezittingen over aan BBA en hielden ze op te bestaan als actieve vervoerbedrijven en kregen de status van 'slapende maatschappij'. 1/3 deel van de BBA aandelen ging naar de voormalige bedrijven. De verdeling van deze aandelen onder de zes maatschappijen gebeurde op basis van de grootte van de ondernemingen. Van de 100 aandelen die naar de maatschappijen gingen, gingen er 19 naar de HHVO. Deze aandelen lagen bij de gemeenten aan de lijn die deel hadden in de HHVO.
BBA staakte vrijwel direct de laatste personentramdiensten. BBA zette het personenvervoer voort als busdienst. Per 22 mei 1935 reden er geen stoomtrams voor passagiers meer. Tot 15 november 1935 reden er nog goederentrams op het traject Helmond – Veghel. De lijn van Veghel naar Oss hield het nog enkele jaren langer uit en werd uiteindelijk als laatste Brabantse stoomtramlijn op 15 november 1939 gestaakt. De HHVO bestond als bedrijf nog tot zeker 1983. Omdat het bedrijf in handen was van de gemeenten aan de voormalige lijn, was de HHVO medeaandeelhouder in de BBA en twee commissarissen hadden een plaats in de raad van commissarissen binnen de BBA.
De lijn 's-Hertogenbosch - Veghel - Helmond werd als busdienst onder BBA lijn 58 gereden. Vanaf 3 oktober 1952 ging deze lijn tussen Erp en Gemert ook via Boekel en Handel rijden. Per 1 oktober 1978 ging het traject Veghel - Helmond van deze lijn van BBA over naar Zuidooster in een onderlinge lijnnenruil. Zuidooster ging deze lijn rijden als lijn 25. Het traject 's-Hertogenbosch - Berlicum - Veghel bleef bij BBA onder lijnnummer 58, later vernummerd naar 158. Het traject 's-Hertogenbosch - Hintham - Rosmalen werd door een andere lijn gereden en ging vanaf 2 oktober 1949 op in de stadsdienst van 's-Hertogenbosch.
Het traject Veghel - Helmond bleef bij Zuidooster en opvolger Hermes voortbestaan. De route via Handel verviel uiteindelijk. Op 25 augustus 2002 kwam de concessie Oost-Brabant weer in handen van BBA. BBA en Hermes exploiteerden de lijn samen. Vanaf 14 december 2003 werd de route weer via Handel verlegd en reed BBA op werkdagen alle ritten op de gehele route en Hermes in het weekend alle ritten, van Helmond tot Boekel. Deze situatie bleef gehandhaafd toen Arriva in december 2006 het vervoer van BBA in Oost-Brabant overnam. Sinds 14 december 2008 is er op werkdagen een koppeling gemaakt tussen Arriva lijn 158 en 25 welke in Veghel op elkaar over gaan. Hierdoor is de oude rechtstreekse verbinding tussen 's-Hertogenbosch en Helmond van de HHVO weer in ere hersteld.

## Replica
In opdracht van het Boerenbondmuseum werd een replica van deze tram gemaakt die rijdt op banden en aangedreven wordt door zonne-energie. Het museum heeft een replica van een locomotief en een rijtuig geplaatst. De bedoeling was om voor een geringe ritprijs mensen naar toeristische trekpleisters in Gemert en Bakel te rijden. Of de tram ook daadwerkelijk de naam Goede Moordenaar zou krijgen, stond nog niet vast. Vanaf november 2010 ging deze proefrijden in Gemert en Bakel. Op zondag 19 december 2010 vond bij het Boerenbondmuseum de officiële ingebruikname plaats. De tram rijdt in een vaste dienstregeling van April tot en met Oktober op maandag t/m vrijdag en zondag vanaf het Boerenbondmuseum naar het Pastoor Poellplein, het Gerardusplein, het Ridderplein en De Zoete Moeder aan West-om. Opstappen kan langs de gehele route. Op het Pastoor Poellplein, Gerardusplein en het Ridderplein stoppen tevens reguliere streekbuslijnen. De tram kan ook worden gehuurd voor speciale gelegenheden.